# Atletismo nos Jogos Olímpicos de Verão de 2020 - Maratona masculina
O evento da maratona masculina nos Jogos Olímpicos de Verão de 2020 ocorreu no dia 8 de agosto de 2021 nas ruas de Sapporo. Um total de cento e seis atletas participaram.
A prova foi transferida para o norte, de Tóquio para Sapporo, porque o último possui temperaturas mais amenas em agosto, conforme decidido em 2019 pelo Comitê Olímpico Internacional.

## Qualificação
Um Comitê Olímpico Nacional (CON) pode inscrever até 3 atletas na maratona masculina desde que todos atendam ao padrão de inscrição ou se classificarem pelo ranking durante o período de qualificação (o limite de 3 está em vigor desde o Congresso Olímpico de 1930). O tempo padrão a qualificação foi 2:11:30. Este padrão foi "estabelecido com o único propósito de qualificar atletas com desempenhos excepcionais incapazes de se qualificar através do caminho do Ranking Mundial da IAAF". Os atletas entre os 10 primeiros no Campeonato Mundial de 2019, os cinco primeiros em qualquer maratona da categoria "Gold Label" e os 10 primeiros na Major Series foram considerados aptos ao padrão de qualificação, independentemente do tempo de qualificação. O ranking mundial, baseado na média dos cinco melhores resultados do atleta no período de qualificação e ponderado pela importância do evento, foi usado para classificar os atletas até que o limite mínimo de 80 fosse alcançado.
Para uma marca de qualificação válida, o percurso deve ter sido certificado nos últimos cinco anos por um medidor de grau A ou B. Para ser elegível para o tempo padrão de qualificação, a diminuição da elevação não pode ser superior a 1 metro por quilômetro. Para classificações mundiais, a diminuição da elevação pode exceder essa taxa, mas uma correção é feita na pontuação.
O período de qualificação foi originalmente de 1 de maio de 2019 a 29 de junho de 2020. Devido à pandemia de COVID-19, este período foi suspenso de 6 de abril de 2020 a 30 de novembro de 2020, com a data de término estendida para 29 de junho de 2021. O início do período do ranking mundial a data também foi alterada de 1 de maio de 2019 para 30 de junho de 2020; os atletas que atingiram o padrão de qualificação naquela época ainda estavam qualificados, mas aqueles que usavam as classificações mundiais não seriam capazes de contar os desempenhos durante esse tempo. Os padrões de tempo de qualificação podem ser obtidos em várias competições durante o período determinado que tenham a aprovação da IAAF. Os campeonatos continentais mais recentes podem ser contados no ranking, mesmo que não durante o período de qualificação.
Os CONs também podem usar sua vaga de universalidade – cada CON pode inscrever um atleta masculino independentemente do tempo, se não houver nenhum atleta masculino que atenda ao padrão de entrada a um evento de atletismo – na maratona masculina.

## Formato
Como todas as maratonas olímpicas, a competição acontece em uma corrida única. A maratona de 42,195 km foi percorrida num percurso iniciando com duas voltas no Parque Odori, prosseguindo para um grande trecho (cerca de metade da extensão da maratona) pelas ruas de Sapporo, passando pelo Parque Nakajima, Torre de TV de Sapporo e pela Universidade de Hokkaido, e cruzando o Rio Toyohira duas vezes. A disputa então levou para duas volta ao redor de uma seção menor (aproximadamente 10 quilômetros) do grande trecho. A linha de chegada localizou-se no Parque Odori.

## Calendário
Horário local (UTC +9)
| 8 de agosto |
| 7:00        |
| ----------- |
| Final       |

## Medalhistas
| Ouro   | KEN Eliud Kipchoge |
| Prata  | NED Abdi Nageeye   |
| Bronze | BEL Bashir Abdi    |

## Recordes
Antes desta competição, os recordes mundiais, olímpicos e regionais da prova eram os seguintes:
| Tipo             | Atleta         | Tempo   | Local  | Data                   |
| ---------------- | -------------- | ------- | ------ | ---------------------- |
| Recorde mundial  | Eliud Kipchoge | 2:01:39 | Berlim | 16 de setembro de 2018 |
| Recorde olímpico | Samuel Wanjiru | 2:06:32 | Pequim | 24 de agosto de 2008   |

### Por região
| Área                               | Tempo   | Atleta               | Nação          |
| ---------------------------------- | ------- | -------------------- | -------------- |
| África                             | 2:01:39 | Eliud Kipchoge       | Quénia         |
| Ásia                               | 2:04:43 | El Hassan El-Abbassi | Bahrein        |
| Europa                             | 2:04:16 | Kaan Kigen Özbilen   | Turquia        |
| América do Norte, Central e Caribe | 2:05:38 | Khalid Khannouchi    | Estados Unidos |
| Oceania                            | 2:07:51 | Robert de Castella   | Austrália      |
| América do Sul                     | 2:06:05 | Ronaldo da Costa     | Brasil         |

## Resultados
A prova foi disputada em 8 de agosto, às 7:00 locais.
| Pos.              | Atleta                        | CON                               | Tempo   | Diferença | Notas                |
| ----------------- | ----------------------------- | --------------------------------- | ------- | --------- | -------------------- |
| Medalha de ouro   | Eliud Kipchoge                | KEN Quênia                        | 2:08:38 |           |                      |
| Medalha de prata  | Abdi Nageeye                  | NED Países Baixos                 | 2:09:58 | +1:20     | Recorde da temporada |
| Medalha de bronze | Bashir Abdi                   | BEL Bélgica                       | 2:10:00 | +1:22     | Recorde da temporada |
| 4                 | Lawrence Cherono              | KEN Quênia                        | 2:10:02 | +1:24     | Recorde da temporada |
| 5                 | Ayad Lamdassem                | ESP Espanha                       | 2:10:16 | +1:38     | Recorde da temporada |
| 6                 | Suguru Osako                  | JPN Japão                         | 2:10:41 | +2:03     | Recorde da temporada |
| 7                 | Alphonce Simbu                | TAN Tanzânia                      | 2:11:35 | +2:57     | Recorde da temporada |
| 8                 | Galen Rupp                    | USA Estados Unidos                | 2:11:41 | +3:03     | Recorde da temporada |
| 9                 | Othmane El Goumri             | MAR Marrocos                      | 2:11:58 | +3:20     |                      |
| 10                | Koen Naert                    | BEL Bélgica                       | 2:12:13 | +3:35     | Recorde da temporada |
| 11                | Mohamed Reda El Aaraby        | MAR Marrocos                      | 2:12:22 | +3:44     |                      |
| 12                | Nicolas Navarro               | FRA França                        | 2:12:50 | +4:12     | Recorde da temporada |
| 13                | Marhu Teferi                  | ISR Israel                        | 2:13:02 | +4:24     |                      |
| 14                | Goitom Kifle                  | ERI Eritreia                      | 2:13:22 | +4:44     |                      |
| 15                | Jeison Suárez                 | COL Colômbia                      | 2:13:29 | +4:51     |                      |
| 16                | Tachlowini Gabriyesos         | EOR Equipe Olímpica de Refugiados | 2:14:02 | +5:24     |                      |
| 17                | Morhad Amdouni                | FRA França                        | 2:14:33 | +5:55     | Recorde da temporada |
| 18                | Hamza Sahli                   | MAR Marrocos                      | 2:14:48 | +6:10     | Recorde da temporada |
| 19                | Yang Shaohui                  | CHN China                         | 2:14:58 | +6:20     |                      |
| 20                | Eyob Faniel                   | ITA Itália                        | 2:15:11 | +6:33     | Recorde da temporada |
| 21                | Daniel Mateo                  | ESP Espanha                       | 2:15:21 | +6:43     | Recorde da temporada |
| 22                | Yohanes Ghebregergis          | ERI Eritreia                      | 2:15:34 | +6:56     |                      |
| 23                | Abdi Hakin Ulad               | DEN Dinamarca                     | 2:15:50 | +7:12     | Recorde da temporada |
| 24                | Liam Adams                    | AUS Austrália                     | 2:15:51 | +7:13     | Recorde da temporada |
| 25                | El-Hassan El-Abbassi          | BRN Bahrein                       | 2:15:56 | +7:18     | Recorde da temporada |
| 26                | Richard Ringer                | GER Alemanha                      | 2:16:08 | +7:30     |                      |
| 27                | Tiidrek Nurme                 | EST Estônia                       | 2:16:16 | +7:38     | Recorde da temporada |
| 28                | Girmaw Amare                  | ISR Israel                        | 2:16:17 | +7:39     |                      |
| 29                | Jake Riley                    | USA Estados Unidos                | 2:16:26 | +7:48     | Recorde da temporada |
| 30                | Amanal Petros                 | GER Alemanha                      | 2:16:33 | +7:55     | Recorde da temporada |
| 31                | Eulalio Muñoz                 | ARG Argentina                     | 2:16:35 | +7:57     | Recorde da temporada |
| 32                | Peng Jianhua                  | CHN China                         | 2:16:39 | +8:01     |                      |
| 33                | Javier Guerra                 | ESP Espanha                       | 2:16:42 | +8:04     | Recorde da temporada |
| 34                | Elroy Gelant                  | RSA África do Sul                 | 2:16:43 | +8:05     |                      |
| 35                | Oqbe Kibrom Ruesom            | ERI Eritreia                      | 2:16:57 | +8:19     | Recorde da temporada |
| 36                | Zane Robertson                | NZL Nova Zelândia                 | 2:17:04 | +8:26     | Recorde da temporada |
| 37                | Haimro Alame                  | ISR Israel                        | 2:17:17 | +8:39     |                      |
| 38                | Adam Nowicki                  | POL Polônia                       | 2:17:19 | +8:41     |                      |
| 39                | Olivier Irabaruta             | BDI Burundi                       | 2:17:44 | +9:06     | Recorde da temporada |
| 40                | Sondre Nordstad Moen          | NOR Noruega                       | 2:17:59 | +9:21     | Recorde da temporada |
| 41                | Abdihakem Abdirahman          | USA Estados Unidos                | 2:18:27 | +9:49     | Recorde da temporada |
| 42                | Tomas Hilifa Rainhold         | NAM Namíbia                       | 2:18:28 | +9:50     |                      |
| 43                | Derlis Ayala                  | PAR Paraguai                      | 2:18:34 | +9:56     |                      |
| 44                | Fred Musobo                   | UGA Uganda                        | 2:18:39 | +10:01    |                      |
| 45                | Hassan Chahdi                 | FRA França                        | 2:18:40 | +10:02    | Recorde da temporada |
| 46                | Ben Preisner                  | CAN Canadá                        | 2:19:27 | +10:49    | Recorde da temporada |
| 47                | Yassine El Fathaoui           | ITA Itália                        | 2:19:44 | +11:06    | Recorde da temporada |
| 48                | Trevor Hofbauer               | CAN Canadá                        | 2:19:57 | +11:19    | Recorde da temporada |
| 49                | Shim Jung-sub                 | KOR Coreia do Sul                 | 2:20:36 | +11:58    |                      |
| 50                | Hendrik Pfeiffer              | GER Alemanha                      | 2:20:43 | +12:05    | Recorde da temporada |
| 51                | Felix Chemonges               | UGA Uganda                        | 2:20:53 | +12:15    |                      |
| 52                | Yavuz Ağralı                  | TUR Turquia                       | 2:21:00 | +12:22    |                      |
| 53                | Joaquín Arbe                  | ARG Argentina                     | 2:21:15 | +12:37    | Recorde da temporada |
| 54                | Chris Thompson                | GBR Grã-Bretanha                  | 2:21:29 | +12:51    |                      |
| 55                | Tseveenravdangiin Byambajav   | MGL Mongólia                      | 2:21:32 | +12:54    | Recorde da temporada |
| 56                | José Luis Santana             | MEX México                        | 2:21:32 | +12:54    | Recorde da temporada |
| 57                | Dong Guojian                  | CHN China                         | 2:21:35 | +12:57    |                      |
| 58                | Kevin Seaward                 | IRL Irlanda                       | 2:21:45 | +13:07    | Recorde da temporada |
| 59                | Dieter Kersten                | BEL Bélgica                       | 2:22:06 | +13:28    |                      |
| 60                | Cristhian Pacheco             | PER Peru                          | 2:22:12 | +13:34    | Recorde da temporada |
| 61                | Peter Herzog                  | AUT Áustria                       | 2:22:15 | +13:37    | Recorde da temporada |
| 62                | Shogo Nakamura                | JPN Japão                         | 2:22:23 | +13:45    | Recorde da temporada |
| 63                | Arkadiusz Gardzielewski       | POL Polônia                       | 2:22:50 | +14:12    |                      |
| 64                | Malcolm Hicks                 | NZL Nova Zelândia                 | 2:23:12 | +14:34    | Recorde da temporada |
| 65                | Juan Pacheco                  | MEX México                        | 2:23:41 | +15:03    | Recorde da temporada |
| 66                | Brett Robinson                | AUS Austrália                     | 2:24:04 | +15:26    | Recorde da temporada |
| 67                | Khoarahlane Seutloali         | LES Lesoto                        | 2:25:03 | +16:25    | Recorde da temporada |
| 68                | Roman Fosti                   | EST Estônia                       | 2:25:37 | +16:59    |                      |
| 69                | Paulo Roberto de Paula        | BRA Brasil                        | 2:26:08 | +17:30    | Recorde da temporada |
| 70                | Thijs Nijhuis                 | DEN Dinamarca                     | 2:26:59 | +18:21    | Recorde da temporada |
| 71                | Paul Pollock                  | IRL Irlanda                       | 2:27:48 | +19:10    | Recorde da temporada |
| 72                | Cameron Levins                | CAN Canadá                        | 2:28:43 | +20:05    |                      |
| 73                | Yuma Hattori                  | JPN Japão                         | 2:30:08 | +21:30    | Recorde da temporada |
| 74                | Jesús Arturo Esparza          | MEX México                        | 2:31:51 | +23:13    | Recorde da temporada |
| 75                | Jorge Castelblanco            | PAN Panamá                        | 2:33:22 | +24:44    | Recorde da temporada |
| 76                | Iván Zarco                    | HON Honduras                      | 2:44:36 | +35:58    | Recorde da temporada |
| —                 | Amos Kipruto                  | KEN Quênia                        | –       | 40 km     | DNF                  |
| —                 | Bart van Nunen                | NED Países Baixos                 | –       | 40 km     | DNF                  |
| —                 | Stephen Mokoka                | RSA África do Sul                 | –       | 35 km     | DNF                  |
| —                 | Lelisa Desisa                 | ETH Etiópia                       | –       | 35 km     | DNF                  |
| —                 | John Hakizimana               | RWA Ruanda                        | –       | 35 km     | DNF                  |
| —                 | Khalid Choukoud               | NED Países Baixos                 | –       | 35 km     | DNF                  |
| —                 | Marcin Chabowski              | POL Polônia                       | –       | 35 km     | DNF                  |
| —                 | Ben Connor                    | GBR Grã-Bretanha                  | –       | 35 km     | DNF                  |
| —                 | Desmond Mokgobu               | RSA África do Sul                 | –       | 35 km     | DNF                  |
| —                 | Bat-Ochiryn Ser-Od            | MGL Mongólia                      | –       | 35 km     | DNF                  |
| —                 | Daniel Ferreira do Nascimento | BRA Brasil                        | –       | 30 km     | DNF                  |
| —                 | Tadesse Abraham               | SUI Suíça                         | –       | 30 km     | DNF                  |
| —                 | Yassine Rachik                | ITA Itália                        | –       | 30 km     | DNF                  |
| —                 | Callum Hawkins                | GBR Grã-Bretanha                  | –       | 30 km     | DNF                  |
| —                 | Bohdan-Ivan Horodyskyy        | UKR Ucrânia                       | –       | 30 km     | DNF                  |
| —                 | Polat Kemboi Arıkan           | TUR Turquia                       | –       | 30 km     | DNF                  |
| —                 | Iván Darío González           | COL Colômbia                      | –       | 30 km     | DNF                  |
| —                 | Sisay Lemma                   | ETH Etiópia                       | –       | 25 km     | DNF                  |
| —                 | Shumi Dechasa                 | BRN Bahrein                       | –       | 25 km     | DNF                  |
| —                 | Mykola Nyzhnyk                | UKR Ucrânia                       | –       | Metade    | DNF                  |
| —                 | Lemawork Ketema               | AUT Áustria                       | –       | 20 km     | DNF                  |
| —                 | Stephen Scullion              | IRL Irlanda                       | –       | 20 km     | DNF                  |
| —                 | Oh Joo-han                    | KOR Coreia do Sul                 | –       | 15 km     | DNF                  |
| —                 | Alemu Bekele                  | BRN Bahrein                       | –       | 15 km     | DNF                  |
| —                 | Stephen Kiprotich             | UGA Uganda                        | –       | 15 km     | DNF                  |
| —                 | Gabriel Geay                  | TAN Tanzânia                      | –       | 15 km     | DNF                  |
| —                 | Daniel Chaves da Silva        | BRA Brasil                        | –       | 15 km     | DNF                  |
| —                 | Oleksandr Sitkovskyy          | UKR Ucrânia                       | –       | 15 km     | DNF                  |
| —                 | Shura Kitata                  | ETH Etiópia                       | –       | 10 km     | DNF                  |
| —                 | Jack Rayner                   | AUS Austrália                     | –       | 10 km     | DNF                  |

Legenda
| Recorde mundial      | Recorde mundial (World record)               |                       | Recorde africano                      | Recorde africano (African) |                                           | Q | Classificado por posição (Qualified) |
| Recorde olímpico     | Recorde olímpico (Olympic record)            | Recorde da América    | Recorde da América (Americas)         | q                          | Classificado por melhor tempo (Qualified) |   |                                      |
| Melhor marca do ano  | Melhor marca do ano (World leading)          | Recorde asiático      | Recorde asiático (Asian)              | DNS                        | Não largou (Did not start)                |   |                                      |
| Recorde nacional     | Recorde nacional (National record)           | Recorde europeu       | Recorde europeu (European)            | DNF                        | Não terminou (Did not finish)             |   |                                      |
| Recorde pessoal      | Recorde pessoal do atleta (Personal best)    | Recorde da Oceania    | Recorde da Oceania (Oceania)          | DSQ / DQ                   | Desclassificado (Disqualified)            |   |                                      |
| Recorde da temporada | Recorde da temporada do atleta (Season best) | Recorde sul-americano | Recorde sul-americano (South America) | NM                         | Sem marca (No mark)                       |   |                                      |